# Левашов, Константин Павлович
Константин Павлович Левашов (25 декабря 1908, Васильевское, Ярославская губерния — 7 июня 1996, Керчь, АР Крым) — полковник Советской Армии, участник Великой Отечественной войны, Герой Советского Союза (1945).

## Биография
Константин Левашов родился 25 декабря 1908 года в деревне Васильевская (ныне — Мышкинский район Ярославской области). После окончания пяти классов школы работал в родной деревне, позднее вступил в колхоз. В ноябре 1930 года Левашов был призван на службу в Рабоче-крестьянскую Красную Армию. В 1932 году он окончил Рязанское пехотное училище, в 1938 году — курсы переподготовки политсостава. Участвовал в боях советско-финской войны. С июня 1941 года — на фронтах Великой Отечественной войны. В 1943 году Левашов окончил курсы «Выстрел». За время шесть раз был ранен.
К ноябрю 1944 года подполковник Константин Левашов командовал 78-м стрелковым полком, 74-й стрелковой дивизии, 75-го стрелкового корпуса, 57-й армии, 3-го Украинского фронта. Отличился во время освобождения Югославии. В период с 10 по 15 ноября 1944 года полк Левашова успешно переправился через Дунай в районе города Апатин (ныне — Сербия) и прорвал немецкую оборону, освободив ряд населённых пунктов. Действия полка способствовали успешной переправе всей дивизии.
Указом Президиума Верховного Совета СССР от 24 марта 1945 года за «образцовое выполнение боевых заданий командования на фронте борьбы с немецкими захватчиками и проявленные при этом мужество и героизм» подполковник Константин Левашов был удостоен высокого звания Героя Советского Союза с вручением ордена Ленина и медали «Золотая Звезда» за номером 5438.
После окончания войны Левашов продолжил службу в Советской Армии. В 1946 году он вторично окончил курсы «Выстрел». В 1957 году в звании полковника Левашов был уволен в запас. Проживал и работал в Керчи. Скончался 7 июня 1996 года, похоронен в Керчи.
Был награждён двумя орденами Ленина, четырьмя орденами Красного Знамени, орденом Богдана Хмельницкого 2-й степени, двумя орденами Отечественной войны 1-й степени, орденом Красной Звезды, рядом медалей.